# Девід Герлок
Девід Герлок (англ. David Harlock, нар. 16 березня 1971, Торонто) — канадський хокеїст, що грав на позиції захисника. Грав за збірну команду Канади. Брав участь у зимових Олімпійських іграх у 1994 році.

## Ігрова кар'єра
Професійну хокейну кар'єру розпочав 1993 року.
1990 року був обраний на драфті НХЛ під 24-м загальним номером командою «Нью-Джерсі Девілс».
Протягом професійної клубної ігрової кар'єри, що тривала 11 років, захищав кольори команд «Торонто Мейпл-Ліфс», «Вашингтон Кепіталс», «Нью-Йорк Айлендерс» та «Атланта Трешерс».
Загалом провів 212 матчів у НХЛ.
Виступав за збірну Канади.
У 1994 році, виступаючи за збірну Канади, став срібним призером зимових Олімпійських ігор у Ліллегаммері.